# Divisão (biologia)

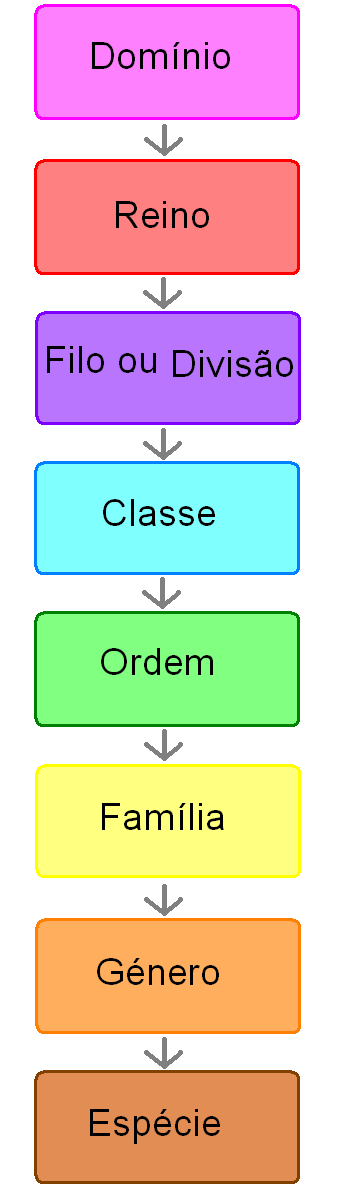
A hierarquia da classificação científica dos seres vivos.

Divisão é um taxon usado na classificação científica dos seres vivos. Na hierarquia taxonómica corresponde a um filo, ou seja, o primeiro táxon principal imediatamente abaixo de Reino. A utilização do termo Divisão teve a origem no campo botânico, sendo no campo zoológico tradicionalmente preferido o uso do termo filo para designar agrupamentos taxionómicos de nível correspondente. Contudo, na moderna Sistemática, um filo correspondente a uma divisão enquanto grupo taxionómico, sendo o conceito de utilização universal, isto é aplicável em toda a Biologia, sem destrinça para os campos clássicos da Botânica e da Zoologia. Esta posição foi reafirmada no XV Congresso Internacional de Botânica, em 1992, que incluiu esse princípio no Código Internacional de Nomenclatura Botânica. Assim sendo, na classificação de plantas (reino Metaphyta), os filos ou divisões subdividem-se, normalmente, em Classes, pelo que o termo divisão pode ser substituído pelo termo filo. Apesar disso os botânicos preferem utilizar a designação divisão.

## O debatedivisãoversusfilo
Tendo o conceito de divisão sido originalmente desenvolvido no campo botânico, tradicionalmente apenas os reinos considerados vegetais eram divididos em divisões (Monera, Fungi, Metaphyta e Protista). Os reinos considerados tradicionalmente como animais (Monera, Protista e Metazoa) utilizavam a designação filo para os seus agrupamentos da mesma categoria hierárquica. Note-se que nos reinos Protista e Monera se utilizam historicamente divisões e filos (divisões para as algas unicelulares; filos para os protozoários), consoante a afinidade percebida dos organismos com vegetais ou animais.
No reino Virus não é costume utilizarem-se divisões ou filos, embora haja um tipo de classificação viral onde existem dois filos (Desoxivirus e Ribovirus). Essa classificação é geralmente considerada como inadequada, pois nem todos os vírus se enquadram nos filos por ela postulados. Existe uma nova proposta de Classificação dos vírus na qual se opta pela inexistência de agrupamentos superiores, sendo o reino considerado um único filo e classe, subdividido apenas ao nível da ordem.

## Lista dedivisões(oufilos) vegetais
| Phylum               | Significado                 | Grupo                  | Características distintivas                                                       |
| Anthophyta           | Planta que floresce         | Plantas com flor       | Produzem flores e frutos (ou similares)                                           |
| Bryophyta            | Planta musgosa              | Musgos e hepáticas     | Esporos diplóides, desprovidas de vascularização                                  |
| Pteridophyta         | Planta de feto              | Fetos                  | Esporos diplóides e sistema vascular                                              |
| Pinophyta            | Planta de pinheiro          | Coníferas              | Pinhas contendo sementes                                                          |
| Sphenophyta          | Planta de pincel            | Equiseta e erva-rabuda | Fotosintética, oca, caules ocos e com septos                                      |
| Cycadophyta          | Planta de palmeira          | Cícadas                | Sementes, uma coroa de folhas compostas                                           |
| Ginkgophyta          | Planta de Ginkgo            | Ginkgo                 | Sementes não incluídas em frutos (monoespecífico)                                 |
| Gnetophyta           |                             | Gnetophytes            | Sementes e sistema vascular lenhoso                                               |
| Pteridospermatophyta | Planta de feto com sementes | Fetos com sementes     | Apenas conhecida pelo regito fóssil, na maior parte do Devoniano, taxon disputado |

## Lista dedivisões(filos) dos fungos
| Phylum          | Significado              | Grupo              | Características distintivas                        |
| Chytridiomycota | Cogumelo de vaso pequeno | Quitrídeos         | Paredes celulares celulósicas, gametas flageladas  |
| Deuteromycota   | Segundo cogumelo         | Fungos imperfeitos | Apenas se reproduzem assexuadamente                |
| Zygomycota      | Cogumelos de pé          | Zygomycetes        | Fundem gametângios para formar um zigoesporângio   |
| Glomeromycota   | Cogumelos bola           | Glomeromicetas     | Formam micorrizas arborescentes na raiz de plantas |
| Ascomycota      | Cogumelo de saco         | Ascomicetas        | Produzem esporos num 'asco'                        |
| Basidiomycota   | Cogumelos de base larga  | Basideomicetas     | Produzem esporos num 'basídio'                     |